# Golful Leyte
Coordonate: 10° 50′ 0″ N, 125° 25′ 0″ E
Golful Leyte este un golf localizat în arhipelagul Filipinez în imediata apropiere a insulei Leyte în Filipine, oceanul Pacific.

### Geografia
Golful este mărginit:
- la nord de insula Samar, separat de insula Leyte,
- la vest de strâmtoarea San Juanico,
- la sud de insula Mindanao, care este separat de Leyte de strâmtoarea Surigao.

Insula Dinagat închide parțial golful la sud-est, iar mica insulă Homonhon și insula Suluan se găsește la intrarea dinspre est a golfului. De la nord la sus golful măsoară în jur de 130 km, iar de la est la vest aproximativ 60 km.

### Istoria
În timpul celui de-al Doilea Război mondial golful din Leyte a fost teatrul unei dintre celei mai mari bătălii navale, Bătălia din Golful Leyte. După capturarea golfului de către Aliați, acesta a fost folosit ca bază pentru avioanele de bombardament B-29 care în 1945 efectuau raiduri de bombardamente asupra Japoniei.

Harta cu localizarea insulelor Filipine
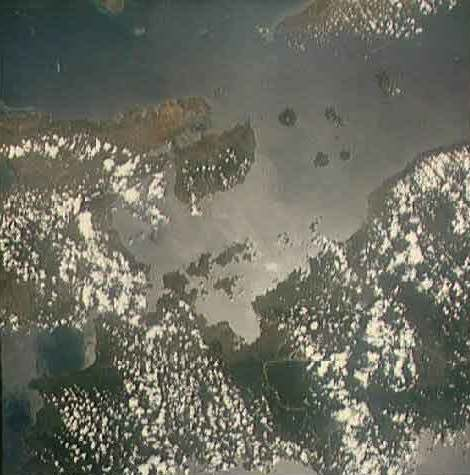
Imagine din satelit cu localizarea golfului Leyte
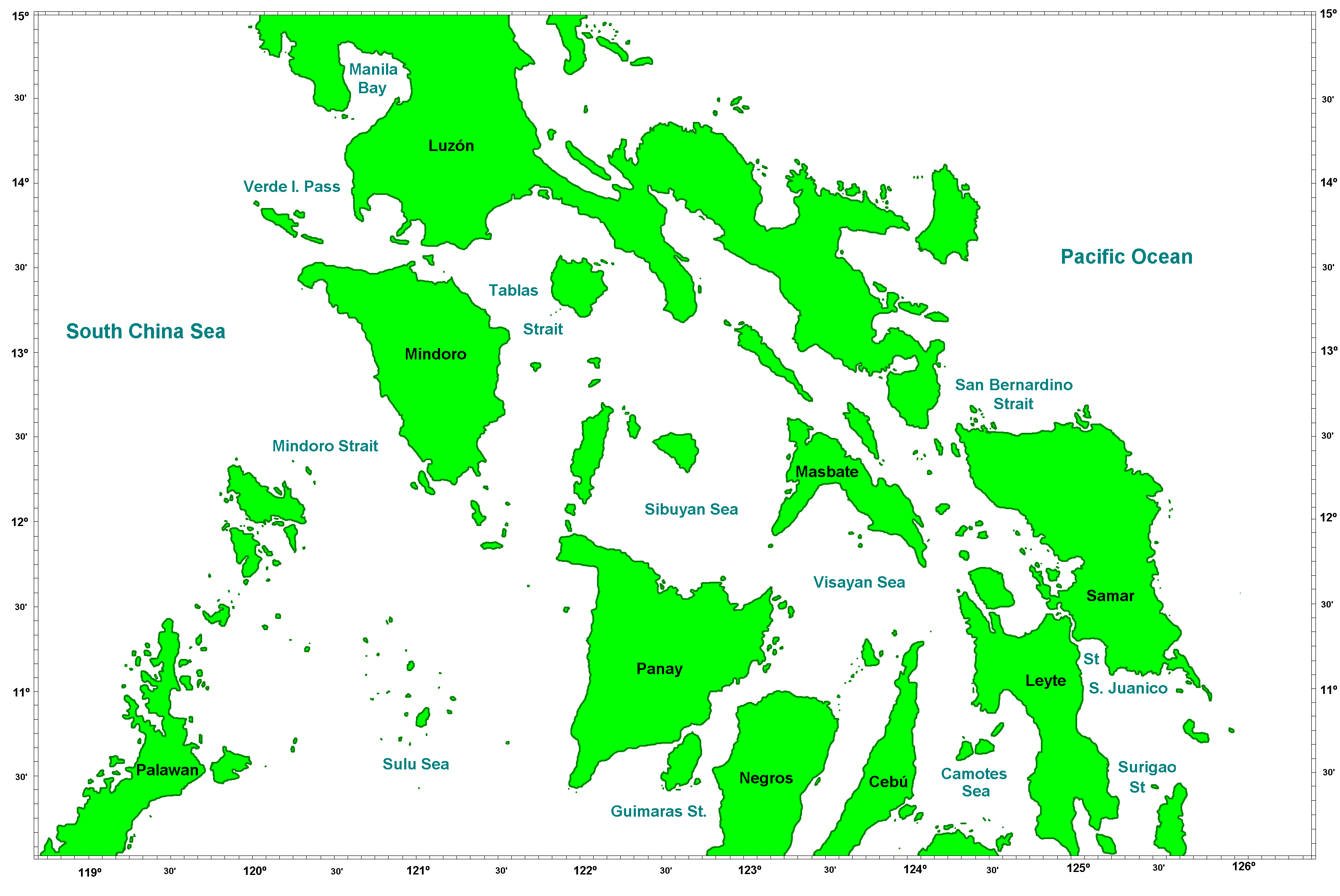
Partea centrală a insulelor Filipine